# Mondion
Mondion är en kommun i departementet Vienne i regionen Nouvelle-Aquitaine i västra Frankrike. Kommunen ligger i kantonen Saint-Gervais-les-Trois-Clochers som tillhör arrondissementet Châtellerault. År 2022 hade Mondion 118 invånare.

## Befolkningsutveckling
Antalet invånare i kommunen Mondion
| Referens: INSEE |